# Walter Krüger (général de la Wehrmacht)
Ne doit pas être confondu avec Walter Krüger (général SS).
Pour les articles homonymes, voir Walter Krüger et Krüger.
Le titre de cet article comprend le caractère ü. Si celui-ci n'est pas disponible ou n'est pas désiré, le titre peut être écrit comme Walter Krueger.
Walter Krüger est un militaire allemand la Seconde Guerre mondiale, né le 23 mars 1892 à Zeitz et mort le 11 juillet 1973 à Baden-Baden.
Il a atteint le grade de General der Panzertruppe dans la Heer (l'armée de terre) de la Wehrmacht.
Il a été récipiendaire de la croix de chevalier de la croix de fer avec feuilles de chêne. Cette décoration — la croix de chevalier de la croix de fer — et l'un de ses grades supérieurs — les feuilles de chêne — sont attribués pour récompenser un acte d'une extrême bravoure sur le champ de bataille ou un commandement militaire couronné de succès.

## Biographie
Krüger rejoint le 17 mars 1910 le 181e régiment d'infanterie (de) en tant qu'élève-officier.

## Décorations
- Croix de fer (1914)
  - 2e classe (9 octobre 1914)
  - 1re classe (29 juillet 1916)
- Croix de chevalier de l'ordre militaire de Saint-Henri (29 avril 1918)
- Croix d'honneur
- Agrafe de la croix de fer (1939)
  - 2e classe (12 mai 1940)
  - 1re classe (13 mai 1940)
- Médaille du front de l'Est
- Insigne de combat des blindés
- Croix allemande en or le 8 mars 1942
- Croix de chevalier de la croix de fer avec feuilles de chêne
  - Croix de chevalier le 15 juillet 1941 en tant que Generalmajor et commandant de la 1. Schützen-Brigade[1]
  - 373e feuilles de chêne le 5 juin 1944 en tant que Generalleutnant et commandant de la 1. Panzer-Division[2]
- Mentionné dans la revue Wehrmachtbericht le 14 décembre 1943.

### Citations
1. ↑  Fellgiebel 2000, p. 226.
2. ↑  Fellgiebel 2000, p. 66.

### Source
- (en) Cet article est partiellement ou en totalité issu de l’article de Wikipédia en anglais intitulé « Walter Krüger (Heer general) » (voir la liste des auteurs).

- (de) Cet article est partiellement ou en totalité issu de l’article de Wikipédia en allemand intitulé « Walter Krüger (Heer general) » (voir la liste des auteurs).